# Neopericonia indica
Neopericonia indica är en svampart som beskrevs av Kamal, A.N. Rai & Morgan-Jones 1983. Neopericonia indica ingår i släktet Neopericonia, fylumet sporsäcksvampar,  och riket svampar.  Arten har inte påträffats i Sverige. Inga underarter finns listade.